# Údolí netušících

Západoněmecké televizní kanály bylo možné sledovat na většině území Německé demokratické republiky s výjimkou severovýchodního a jihovýchodního cípu

Údolí netušících (německy Tal der Ahnungslosen) je historické sarkastické označení dvou oblastí v Německé demokratické republice, které ležely mimo spolehlivý dosah západoněmeckých televizních a běžných rádiových vysílačů (používajících frekvenční modulaci) a sledovat západoněmecké televizní stanice nebo poslouchat západoněmecký rozhlas tedy bylo pro obyvatele těch to oblastí buď nemožné nebo velmi obtížné.
Jedna z oblastí byla v severovýchodním koutu NDR kolem Greifswaldu, druhá byla v jihovýchodním koutě v okolí Drážďan. Dohromady se jednalo o zhruba 15 % obyvatel NDR, kteří měli horší přístup k informacím, neboť standardně jim byla dostupná pouze východoněmecká cenzurovaná média, případně příjem rozhlasu na středních a krátkých vlnách. Od osmdesátých let dvacátého století ovšem počet obyvatel bez zahraničního signálu klesal, mimo jiné díky nástupu satelitní televize.
Označení „údolí netušících“ sice odkazuje k údolí Labe v oblasti Drážďan, ale oblast bez signálu byla výrazně větší. Jiným způsobem upozorňování na rozdílnou dostupnost západních televizních stanic byl humorný výklad zkratky ARD jako „Außer Raum Dresden“ – „kromě oblasti Drážďan“ nebo „Außer Rügen und Dresden“ – „kromě Rujány a Drážďan“.
Studie Holgera Lutze Kerna a Jense Hainmuellera z roku 2009 ovšem dokládá, že nedostupnost médií pravděpodobně nevedla k větší spokojenosti s politickým režimem – naopak více spokojeni byli ti, kterým přístup k zahraničním médiím poskytoval zdroj konzumní zábavy a tím určitou virtuální emigraci, únik z reality.